# Hydriomena cyra
Hydriomena cyra är en fjärilsart som beskrevs av Druce 1893. Hydriomena cyra ingår i släktet Hydriomena och familjen mätare. Inga underarter finns listade i Catalogue of Life.